# John DeLuca
John DeLuca (* 25. April 1986 in Hampden County, Massachusetts als Johnny DeLuca) ist ein US-amerikanischer Schauspieler.

## Leben
John DeLuca wurde am 25. April 1986 in Hampden County im US-Bundesstaat Massachusetts geboren. 2008 schloss er die Fordham University in New York mit dem Hauptfach Theater ab.
Eine seiner ersten Schauspielrollen hatte er 2008 in je einer Episode von Ugly Betty und 30 Rock. Daraufhin folgten Gastauftritte in Lights Out, Die Zauberer vom Waverly Place und The Secret Life of the American Teenager. Im Jahr 2013 wurde er einem größeren Publikum bekannt, als er eine Hauptrolle als Butchy in dem Disney Channel Original Movie Teen Beach Movie innehatte. Auch in der 2015 erschienenen Fortsetzung, Teen Beach Movie 2, war er wieder in der Rolle zu sehen. Vor seinem Durchbruch hatte er in einer Doppelfolge der Sitcom Jessie eine Rolle. Von Juli 2013 bis Februar verkörperte er die Nebenrolle Cole Farrell in der Jugend-Mysteryserie Twisted.

## Filmografie
- 2009: 30 Rock (Fernsehserie, Episode 4x02)
- 2009: Ugly Betty (Fernsehserie, Episode 4x06)
- 2011: Lights Out (Fernsehserie, 2 Episoden)
- 2011: Die Zauberer vom Waverly Place (Wizards of Waverly Place, Fernsehserie, Episode 4x25)
- 2011: Zombies and Cheerleaders (Fernsehserie, Episode 1x01)
- 2012: The Secret Life of the American Teenager (Fernsehserie, Episode 4x18)
- 2012: Hemingway
- 2013: Jessie (Fernsehserie, 2 Episoden)
- 2013: Teen Beach Movie (Fernsehfilm)
- 2013–2014: Twisted (Fernsehserie, 5 Episoden)
- 2015: Teen Beach 2 (Fernsehfilm)
- 2015: Staten Island Summer (Fernsehfilm)
- 2016: Chalk It Up
- 2016: How to Get Away with Murder (Fernsehserie, Folge 3x03)
- 2020: The Boys in the Band
- 2020: Spree